# Le Retour des Archons
Le Retour des Archons (The Return of the Archons) est le vingt-et-unième épisode de la première saison de la série télévisée Star Trek. Vingt-deuxième épisode à avoir été produit, il fut diffusé pour la première fois le 9 février 1967 sur la chaîne NBC.
En visite sur la planète de Beta III, l'équipage de l'Enterprise constate que les habitants ont un comportement étrange. Ceux-ci semblent être contrôlés par une force inconnue nommée « Landru ».

## Distribution

### Acteurs principaux
- William Shatner : James T. Kirk (VF : Yvon Thiboutot)
- Leonard Nimoy : Spock (VF : Régis Dubost)
- DeForest Kelley : McCoy
- George Takei : Sulu
- Nichelle Nichols : Uhura
- James Doohan : Scotty

### Acteurs secondaires
- Harry Townes : Reger
- Torin Thatcher : Marplon
- Brioni Farrell : Tula
- Sid Haig : Le premier Lawgiver
- Charles Macaulay : Landru
- Jon Lormer : Tamar
- Morgan Farley : Hacom
- Christopher Held : sociologue Lindstrom
- Eddie Paskey : M. Lesley
- Sean Morgan : lieutenant O'Neil
- Ralph Maurer : Bilar
- David L. Ross : garde
- Walker Edmiston : voix du troisième Lawgiver

## Résumé
L'équipage de l'Enterprise arrive en orbite de la planète Beta III dans le système C-111 afin d'enquêter sur la disparition de l'Archon, un vaisseau disparu cent ans auparavant. Après une enquête sur la surface de la planète, le lieutenant Sulu est touché par un projectile et revient à l'intérieur du vaisseau en ayant subi un lavage de cerveau. Le capitaine Kirk, le docteur McCoy, Spock et quelques hommes vont enquêter à la surface. Ils se retrouvent dans un monde où les habitants vivent dans une culture, une technologie et un habillement proche des années 1860 où tout semble figé et où plus personne ne semble avoir d'expression individuelle ou de créativité. Ceux-ci sont surveillés par des hommes nommées « les donneurs de lois » au service d'une entité dictatoriale portant le nom de « Landru ». Ils arrivent pour l'ouverture du « Festival », une période où les habitants de la planète expriment des pulsions d'agressions et saccagent les rues.
Kirk et son équipe trouvent refuge chez un homme nommé Reger. Après avoir été témoin du meurtre de Tamar, un des amis de Reger, par les Lawgivers, Kirk apprend que celui-ci fait partie d'une sorte de groupe de résistants à l'ordre de Landru. Après avoir entendu de sa bouche que Landru a « tiré les Archons de leur ciel », Kirk apprend qu'un champ de force mystérieux attaque l'Enterprise, forçant le vaisseau à être de plus en plus attiré par l'attraction de Beta III. Une projection de Landru apparaît dans leur cachette et tous se retrouvent emprisonnés après avoir été soumis à des vagues ultra-soniques.
Après avoir été soumis à un lavage de cerveau, le docteur McCoy dit avoir été « absorbé par le corps » et agit comme les humains de la surface. Kirk, puis Spock sont amenés dans une chambre technologique afin d'être « absorbés » mais le prêtre de Landru chargé de la machine fait lui aussi partie des résistants et ne les soumet pas au lavage de cerveau. Kirk et Spock apprennent que Landru est l'instigateur de la paix sur Beta III après une longue période de guerre. Se déguisant en prêtres de Landru, Kirk et Spock découvrent finalement que le véritable Landru a disparu et que ce qu'il reste de lui n'est plus qu'une machine qui dirige les habitants de façon figée. Kirk force la machine à s'auto-détruire. L'Enterprise n'est plus en danger et la Fédération envoie des éducateurs afin que la civilisation de Beta III reprenne son cours et sorte de sa domination.

## Autour de l'épisode
- Cet épisode marque la première mention de la Directive Première et du principe de non-interférence avec les cultures de planètes n'ayant jamais connu le voyage spatial[4]. Toutefois l'énoncé de Kirk selon laquelle ils ne peuvent s'attaquer à une civilisation "vivante et grandissante" ne sera pas retenu plus tard.
- C'est le premier épisode où le lieutenant Montgomery Scott se retrouve aux commandes du vaisseau.

## Production

### Écriture
L'idée de cet épisode vint d'un scénario nommé le "The Perfect World" (Le Monde Parfait) proposé par le producteur de la série Gene Roddenberry parmi les premières idées qu'il avait évoqué pour la série en juillet 1964 et fut même évoqué pour être un potentiel pilote. Il fut écrit et mise en forme en août 1966 par le scénariste free-lance Boris Sobelmen,. Le nom du vaisseau qui s'est écrasé sur la planète, "Archon", vient du nom du groupe d'étudiant auquel appartenait Roddenberry, qui s'intitulait les Archons.
Dans le script original, Lindstorm devait tomber amoureux d'une femme de Beta III, mais cette intrigue secondaire fut expurgée du scénario. L'épisode connut les titres de travail de "Paradise XML" (Paradis XML) "Landru's Paradise" (Le paradis de Landru) avant de connaître son titre définitif.

### Casting
- Charles Macaulay qui tient le rôle de Landru réapparaîtra dans le rôle de Jaris dans l'épisode de la deuxième saison Un loup dans la bergerie[1]
- L'acteur Jon Lormer était déjà apparu dans le rôle du Dr Theodore Haskins dans l'épisode La Ménagerie et réapparaîtra dans l'épisode de la troisième saison Au bout de l'Infini[1].
- David L. Ross qui joue un rôle de garde avait déjà joué le rôle d'un garde de la sécurité dans l'épisode Miri et celui d'un chef de transport dans Galilée ne répond plus. Il réapparaitra dans des rôles parlant dans les épisodes de la saison 2 Tribulations et Nous, le peuple[1].
- L'acteur Bobby Clark, qui saute par une fenêtre et pousse ensuite les cris "Festival ! Festival !" joue ici son seul rôle parlant de la série dans cet épisode. C'est un acteur d'arrière-plan assez fréquent sur la série, on peut aussi le voir comme un des acolytes tués de Chekov dans Miroir.

### Tournage
Le tournage eut lieu du 6 au 14 décembre 1966 au studio de la compagnie Desilu Productions sur Gower Street à Hollywood sous la direction de Joseph Pevney ainsi qu'au studio Forty Acres à Culver City. Les scènes de rues furent tournées dans une partie nommée la "ville d'Atlanta" qui consiste en une reconstitution d'une rue du milieu du XIXe siècle. Celui-ci a servi de lieu de tournage au film King Kong, à une partie de Autant en emporte le vent ainsi qu'à la série la série The Andy Griffith Show. C'est là que fut en partie tourné l'épisode Miri.
Les décors de donjons furent construits pour cet épisode et seront réutilisés pour les épisodes Les Arbitres du cosmos et Dans les griffes du chat. De même que la console d'absorption de Marplon qui sera réutilisé dans Mudd , Les Lumières de Zetar , Le Traître et La Colère des dieux ce dernier épisode utilisant aussi l'ordinateur de Beta III.
Durant le tournage de la scène du « Festival », Christopher Held reçoit en arrière-plan un rocher. Si l'accessoire est fait en papier mâché, la logique voudrait qu'il tombe mais celui-ci n'a pas souhaité interrompre la scène, donnant lieu à une erreur.

## Diffusions

### Diffusion aux États-Unis
L'épisode fut retransmis à la télévision pour la première fois le 9 février 1967 sur la chaîne américaine NBC en tant que vingt-et-unième épisode de la première saison.

### Diffusion au Royaume Uni et au Québec
L'épisode fut diffusé au Royaume Uni le 22 novembre 1969 sur BBC One.
En version francophone, l'épisode fut diffusé au Québec en 1971. 

### Diffusion en France
En France, l'épisode est diffusé le 7 septembre 1986 lors de la rediffusion de l'intégrale de Star Trek sur La Cinq.

## Réception critique
Dans un classement pour le site Hollywood.com, Christian Blauvelt place cet épisode à la 28e position sur les 79 épisodes de la série originelle. Pour le siteThe A.V. Club Zack Handlen donne à l'épisode la note de B trouvant que l'épisode lui fait éprouver un "vague sentiment de manque de finition" et estimant qu'il lui manque "la force des meilleures histoires de la série.
Eric Greene trouve que l'épisode est l'une des premières tentatives de la série d'offrir un commentaire sur la Guerre du Viêt Nam et utilise un canevas qui va resservir pour de nombreux épisodes comme Échec et Diplomatie ou Au bout de l'Infini. Il estime que l'histoire, parlant de la liberté individuelle, préfigure ce qui arrivera avec le collectif Borg et sert de métaphore pour l'Union soviétique. Pour le critique M. Keith Booker, l'épisode représente le moment où Kirk est le plus "américain" : un homme vertueux qui dénonce une utopie (le communisme) déshumanisante.
Toutefois pour Michael A. Bursteins et John Kenneth Muir, le scénario de cet épisode, où Kirk découvre une société stagnante gouvernée par une entité se prenant pour un dieu, ainsi que le fait que la logique de Kirk puisse détruire un ordinateur en le raisonnant deviendra le cliché du « scénario de Star Trek » De plus, il représente la religion comme un moyen de supprimer la liberté et la créativité. Pour Anthony Corey il s'agit plus de dénoncer le « principe d'optimisme radical » que le philosophe Leibniz avait pointé du doigt.
L'épisode est le favori de l'acteur Ben Stiller qui a nommé sa compagnie de production du nom de « Red Hour » ce qui renvoie à « l'heure rouge » où le Festival commence.

## Adaptations littéraires
L'épisode fut adapté sous forme d'une nouvelle écrite par James Blish dans le livre « Star Trek 9 », un recueil compilant différentes histoires de la série et sortit en 1973. Dans cette version, Blish explique l'utilité du "festival" dont la finalité n'était pas explicitée dans l'épisode. Il connut aussi en 2012 une version sous forme de comic-book publié chez IDW Publishing et racontant l'histoire avec les personnages tel qu'ils sont joués dans la réalité alternative plantée par le film Star Trek de 2009.

## Éditions commerciales
Aux États-Unis, l'épisode est disponible sous différents formats. En 1985, l'épisode est sorti en VHS et Betamax ainsi que dans une version LaserDisc contenant aussi Les Derniers Tyrans. L'épisode sortit en version remastérisée sous format DVD en 1999 et 200. L'épisode connue une version remasterisée sortie le 8 décembre 2007 : l'épisode connu de nombreux nouveaux effets spéciaux, les plans de l'Enterprise furent fait en image de synthèse ainsi que les plans de la planète Beta III vue de l'espace. Cette version est comprise dans l'édition Blu-ray, diffusée en avril 2009.
En France, l'épisode fut disponible avec l'édition VHS de l'intégrale de la saison 1, sortie le 13 janvier 2000. L'édition DVD est sortie le 30 août 2004 et l'édition Blu-ray le 29 avril 2009.